# Coccoloba leoganensis
Coccoloba leoganensis är en slideväxtart som beskrevs av Nikolaus Joseph von Jacquin. Coccoloba leoganensis ingår i släktet Coccoloba och familjen slideväxter. Inga underarter finns listade i Catalogue of Life.